# HurtigJoakimLøbet
#HurtigJoakimLøbet er et dansk éndagsløb i landevejscykling, som er blevet afholdt årligt siden 2019. Der køres på en rundstrækning ved landingsbanen på Flyvestation Værløse. Arrangør er Kasper Søgaard Ringtved Thomsen, mens Alexander Møller er bagmanden bag selve Spotify-playlisten #HurtigJoakim. Det første år blev det 1. september 2019 arrangeret som et uformelt 50 km langt løb, da der den pågældende weekend ikke blev kørt officielle DCU licensløb. Siden 2020 er der blevet kørt løb for både Herre A og Dame A.
Den tredje udgave blev i 2021 arrangeret i samarbejde med cykelklubben Sydkystens Cycling, og var med en distance på 126 km for herrerne og 82 km for kvinderne blevet til et officielt DCU licensløb.

## Vindere

### Herre A elite
| År   | Vinder                | Toer                     | Treer                |
| ---- | --------------------- | ------------------------ | -------------------- |
| 2019 | Joshua Gudnitz        | Mads Schelde Berg        |                      |
| 2020 | Joshua Gudnitz        | Daniel Stampe            | Marcus Sander Hansen |
| 2021 | Alexander Salby       | Oliver Wulff Frederiksen | Nicolai Brøchner     |
| 2022 | Magnus Bak Klaris     | Mathias Larsen           | Christian Lindquist  |
| 2023 | Joshua Gudnitz        | Nicklas Amdi Pedersen    | Daniel Stampe        |
| 2024 | Tobias Aagaard Hansen | Mathias Larsen           | Rasmus Bøgh Wallin   |
| 2025 | Benjamin Hertz        | August Birk Hundt        | Matias Malmberg      |

### Dame A elite
| År   | Vinder              | Toer                     | Treer                      |        |
| ---- | ------------------- | ------------------------ | -------------------------- | ------ |
| 2020 | Marita Jensen       | Karoline Hemmsen         | Kirsten Søvang             |        |
| 2021 | Karoline Hemmsen    | Christina Bragh Lorenzen | Laura Auerbach-Lind        |        |
| 2022 | aflyst              | aflyst                   | aflyst                     | aflyst |
| 2023 | Marita Jensen       | Kathrine Olivia Madsen   | Solbjørk Minke Anderson    |        |
| 2024 | Caroline Kirk Schad | Mie Nordlund Pedersen    | Maja Winther Brandt Heisel |        |
| 2025 | Caroline Kirk Schad | Christina Bragh Lorenzen | Silje Weitze Antvorskov    |        |

### Herre junior
| År   | Vinder                   | Toer                    | Treer                        |
| ---- | ------------------------ | ----------------------- | ---------------------------- |
| 2022 | Kristian Egholm          | Conrad Haugsted         | Peter Bheki Kring Laursen    |
| 2023 | Albert Withen Philipsen  | Mikkel Tvergaard        | Erik Christoffersen          |
| 2024 | Hugo Rishøj              | Jens Hjelm Hvass Hansen | Emil Clausen                 |
| 2025 | Benjamin Kofoed Thestrup | Aksel Storm             | Sylvester Vittinghus Stokbro |